# Quod Iam Diu

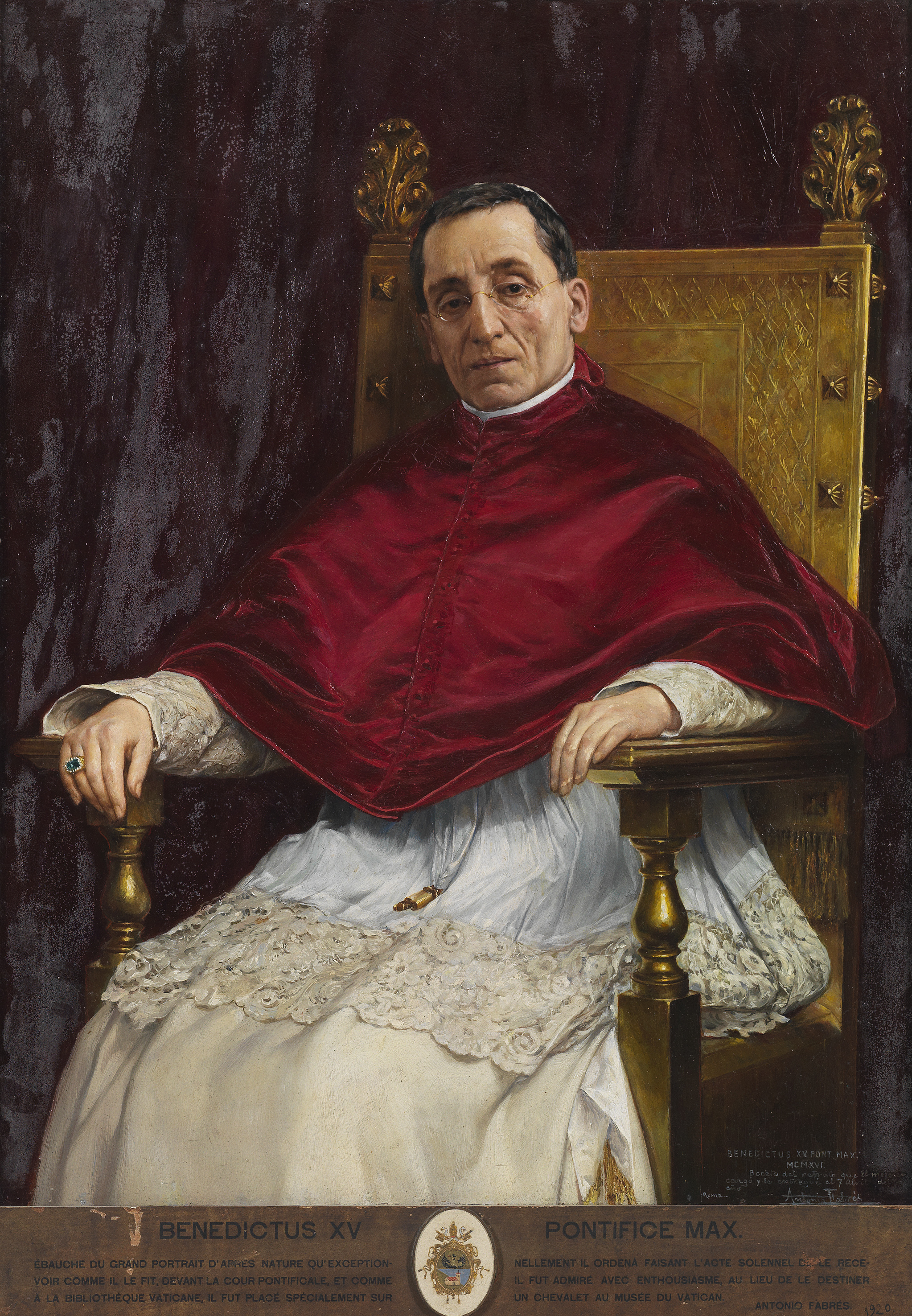
Papież Benedykt XV

Quod Iam Diu – encyklika papieża Benedykta XV wydana 1 grudnia 1918 o podtytule O przyszłej konferencji pokojowej. Adresatami dokumentu byli patriarchowie, prymasi, arcybiskupi, biskupi i inni ordynariusze będący w komunii ze Stolicą Apostolską.
Papież w tej encyklice wezwał katolików do modlitwy w intencji przyszłej konferencji pokojowej.

## Tło powstania
Jesienią 1918 zakończyły się działania wojenne I wojny światowej. 11 listopada 1918 został podpisany rozejm Niemiec z państwami ententy. Warunki pokoju miała ustalić przyszła konferencja pokojowa.

## Treść
Benedykt XV na początku dokumentu wyraża radość z zakończenia wojny oraz wstrzymania rzezi i dewastacji. Przypomina modlitwy wiernych z całego świata w intencji zakończenia konfliktu. Nawiązuje również do mającej się wkrótce odbyć konferencji pokojowej, na której delegaci różnych narodów spotkają się, aby dać światu sprawiedliwy i trwały pokój. Zauważa, że będą oni musieli podjąć poważne i złożone decyzje.
Papież uważa, że pomoc Boga jest niezbędna, aby delegaci mogli dobrze wykonać swoją misję. Dlatego apeluje do katolików, aby wzywali Boskiej pomocy dla wszystkich, którzy wezmą udział w konferencji pokojowej. Stwierdza, że poparcie dla ładu i rozwoju społecznego jest obowiązkiem sumienia każdego katolika.
Benedykt XV zwraca się do biskupów i innych ordynariuszy, aby przedstawili ten obowiązek wszystkim wiernym oraz aby w tej intencji odprawiano publiczne modlitwy w każdej parafii. Wyraża również nadzieję, że przyczyni się to do nastania prawdziwego pokoju opartego na chrześcijańskich zasadach sprawiedliwości.
Pod koniec encykliki papież udziela błogosławieństwa.

## Po wydaniu
Konferencja wersalska, do której odnosi się encyklika, odbyła się w dniach od 18 stycznia 1919 do 21 stycznia 1920.